# Agnès Tchuinté
Agnès Tchuinté est une athlète camerounaise, spécialiste des lancers, née le 30 janvier 1959 et décédée en 1990.

## Carrière
Agnès Tchuinté remporte la médaille d'argent du lancer de javelot aux Jeux africains de 1978 (49,16 m).
En 1979, elle devient la première championne d'Afrique du lancer du javelot, avec un lancer à 50,20 m. Elle est de nouveau titrée en 1982 (50,64 m) et 1985 (54,00 m). En 1985, elle devient également vice-championne d'Afrique du lancer du poids (14,74 m).
Elle participe aux Jeux olympiques de 1980 à Moscou, mais termine seulement 17e des qualifications (55,36 m). Elle est de nouveau présente à Los Angeles en 1984 mais termine encore 17e des qualifications (55,94 m).
En 1985, elle représente l'Afrique à l'épreuve de javelot de la Coupe du monde des nations. Elle bat son record d'Afrique (57,86 m) mais termine seulement 5e.

### Palmarès
| Date | Compétition            | Lieu     | Résultat | Épreuve | Performance |
| ---- | ---------------------- | -------- | -------- | ------- | ----------- |
| 1978 | Jeux africains         | Alger    | 2e       | Javelot | 49,16 m     |
| 1979 | Championnats d'Afrique | Dakar    | 1re      | Javelot | 50,64 m     |
| 1982 | Championnats d'Afrique | Le Caire | 1re      | Javelot | 50,20 m     |
| 1985 | Championnats d'Afrique | Le Caire | 1re      | Javelot | 54,00 m     |
| 1985 | Championnats d'Afrique | Le Caire | 2e       | Poids   | 14,74 m     |

### Records
Elle bat le record d'Afrique du javelot à plusieurs reprises : à Düsseldorf le 4 septembre 1977 (53,70 m), en 1980 (56,10 m) et en octobre 1985 à Canberra (57,86 m). Le record d'Afrique est désormais détenu par Sunette Viljoen (69,35 m).
| Épreuve | Épreuve   | Performance | Lieu     | Date         |
| ------- | --------- | ----------- | -------- | ------------ |
| Javelot | Plein air | 57,86 m     | Canberra | Octobre 1985 |